# Tlapanekisch
Tlapanekisch (Me'phaa) ist eine indigene Sprache in Mexiko bzw. eine Gruppe nahe miteinander verwandter Sprachen, gesprochen von der Ethnie der Tlapaneken. Sie gehört zur Sprachfamilie der Otomangue-Sprachen.
Tlapanekisch wird laut Volkszählung von 2020 von etwa 147.432 Menschen hauptsächlich im Bundesstaat Guerrero (insbesondere in den Municipios Acatepec, Atlixtac, Malinaltepec, Tlacoapa, San Luis Acatlán und Zapotitlán Tablas, daneben auch in Atlamajalcingo del Monte, Metlatonoc, Tlapa, Quechultenango, Ayutla, Azoyú und Acapulco) gesprochen. Auf Grund der geographischen Zersplitterung des Sprachgebiets gibt es stark voneinander abweichende regionale Varianten. SIL International unterteilt das Tlapanekische in vier Einzelsprachen (Acatepec, Azoyú, Malinaltepec und Tlacoapa).
Wie andere Otomangue-Sprachen ist auch Tlapanekisch eine Tonsprache.